# Nusser Zoltán
Nusser Zoltán (Bonyhád, 1968. október 17. –) Széchenyi-díjas magyar állatorvos, biológus, neurobiológus, a Magyar Tudományos Akadémia rendes tagja. Kutatási területe az idegsejtek kapcsolatrendszere. Tudományos pályafutását Nagy-Britanniában kezdte, majd egy amerikai kitérő után 2000-től Magyarországon kutat és az általa alapított celluláris idegélettani csoportot vezeti. 2013-ban – a kitüntetés történetében hetedikként – megkapta a Bolyai János alkotói díjat.

## Életpályája
1987-ben kezdte meg egyetemi tanulmányait a Budapesti Állatorvos-tudományi Egyetemen, ahol 1992-ben szerzett állatorvosi diplomát. Ezt követően PhD-tanulmányokat folytatott az Oxfordi Egyetemhez tartozó Hertford College-ban. Témavezetője Somogyi Péter volt. 1995 és 1998 között az egyetem anatómiai neurofarmakológiai intézetének kutatója. 1996-ban rövid ideig a University College London farmakológiai tanszékén tanult élettant. 1998-tól két éven át a Kaliforniai Egyetem Los Angeles-i neurológiai tanszékének kutatója Módy István laboratóriumában. 2000-ben tért vissza Magyarországra, amikor megalapította az MTA Kísérleti Orvostudományi Kutatóintézet celluláris idegélettani csoportjának, amelynek vezetője is lett. Tudományos munkássága során számos nemzetközi ösztöndíjban részesült, többek között 2000 és 2006 között a Boehringer-Ingelheim Alap kutatói ösztöndíját és 2012-ben az Európai Kutatási Tanács (European Research Council) ösztöndíját, valamint a Lendület-program keretében is végez kutatásokat.
1995-ben védte meg PhD-értekezését, amelyet elnyerte a Glaxo-Wellcome-díjat. A díjat a legjobb PhD-dolgozatnak ítéli oda a brit Brain Research Association. 2002-ben védte meg akadémiai doktori munkáját. Az MTA Neurobiológiai Bizottságának lett tagja. 2007-ben, harminckilenc évesen, megválasztották a Magyar Tudományos Akadémia levelező, 2013-ban rendes tagjává. Közben az Akadémia Doktori Tanácsába is bekerült. 2012-ben az Academia Europeana is felvette tagjai sorába. Akadémiai tisztségein kívül a Magyar Idegtudományi Társaság, a brit Fiziológiai Társaság és az amerikai idegtudományi társaság tagja. Számos tudományos folyóirat szerkesztőbizottságába is felkérték tagnak: Frontiers in Neuroanatomy, Journal of Neuroscience.

## Főbb publikációi
- The metabotropic glutamate receptor (mGluR1α) is concentrated at perisynaptic membrane of neuronal subpopulations as detected by immunogold reaction (társszerző, 1993)
- Subsynaptic segregation of metabotrpic and iontropic glutamate receptors as revealed by immunogold localization (első szerző, 1994)
- High-resolution immunogold localization of AMPA type glutamate receptor subunits at synaptic and non-synaptic sites in rat hippocampus (társszerző, 1995)
- Perisynaptic location of metabotropic glutamate receptors mGluR5 on dendrites and dendritic spines in the rat hippocampus (társszerző, 1996)
- Differences in synaptic GABA~A receptor number underlie variation in GABA mini amplitude (első szerző, 1997)
- Cell type and pathway dependence of synaptic AMPA receptor number and variability in the hippocampus (első szerző, 1998)
- Segregation of different GABA~A receptors to synaptic and extrasynaptic membranes of cerebellar granule cells (első szerző, 1998)
- AMPA and NMDA receptors: similarities and differences in their synaptic distribution (2000)
- Polarized and compartment-dependent distribution of HCN1 in pyramidal cell dendrites (társszerző, 2002)
- Variations on an inhibitory theme: phasic and tonic activation of GABA~A receptors (társszerző, 2005)
- Cell-type-dependent molecular composition of the axon initial segment (társszerző, 2008)
- Gap junctions compensate for sublinear dendritic integration in an inhibitory network (társszerző, 2012)

## Díjai, elismerései
- Overseas Research Students Awards (Oxford, 1995, 1996)
- Chansellor’s Award for Postdoctoral Research (UCLA, 2000)
- Talentum Akadémiai Díj (2003)
- Ignaz L. Lieben-díj (2004)
- Európai Fiatal Kutatói Díj (2005)
- Boehringer-díj (2006)
- Akadémiai Díj (2006)
- Széchenyi-díj (2012)
- Bolyai-díj (2013)